# Zhao Tao
Zhao Tao (Taiyuan, 28 de enero de 1977) es una actriz china. Trabaja en China y en Europa desde que comenzó su carrera en 1999. Ha colaborado con su esposo, el director Jia Zhangke, entre otras, en las películas Platform (2000) y Still Life (2006). Con Shun Li and the Poet (2011), se convirtió en la primera actriz asiática en ganar un premio David di Donatello. Recibió dos nominaciones en el Festival de Premios Caballo de Oro de Cine de Taipéi, por Mountains May Depart (2015) y Ash Is Purest White (2018). En 2020, The New York Times la ubicó en el puesto número 8 en su lista de los 25 mejores actores del siglo XXI.

## Biografía
Zhao nació el 28 de enero de 1977 en Taiyuan, Shanxi, que también es la ciudad natal de la heroína de Still Life. De niña, estudió danza clásica china. En 1996, se matriculó en el departamento de danza folclórica de la Academia de Danza de Beijing. Después de graduarse, se convirtió en profesora de baile en el Taiyuan Normal College, donde Jia la vio durante el casting para Platform. Desde entonces, han trabajado juntos con frecuencia.
En 2011, protagonizó la película italiana Shun Li and the Poet de Andrea Segre, que se proyectó en la sección Venice Days del 68.º Festival Internacional de Cine de Venecia. Zhao ganó el premio David di Donatello, el Oscar italiano, a  la mejor actriz por su papel bilingüe.

## Vida personal
El 7 de enero de 2012, Zhao se casó con el director Jia Zhangke.

## Filmografía
| Año  | Título en inglés o en español | Título en chino | Director     | Papel        | Notas |
| ---- | ----------------------------- | --------------- | ------------ | ------------ | --- |
| 2000 | Platform                      | 站台            | Jia Zhangke  | Yin Ruijuan  | Varios protagonistas |
| 2002 | Placeres desconocidos         | 任逍遥          | Jia Zhangke  | Qiao Qiao    | Intérprete protagonista |
| 2004 | The World                     | 世界            | Jia Zhangke  | Tao          | Intérprete protagonista |
| 2006 | Still Life                    | 三峡好人        | Jia Zhangke  | Shen Hong    | Intérprete protagonista |
| 2007 | Our Ten Years                 | 我们的十年      | Jia Zhangke  |              | Intérprete protagonista |
| 2008 | 24 City                       | 二十四城记      | Jia Zhangke  | Su Na        | Varios protagonistas |
| 2008 | Dada's Dance                  | 达达            | Zhang Yuan   |              | Varios protagonistas |
| 2008 | Cry Me a River                | 河上的愛情      | Jia Zhangke  | Zhou Qi      | Intérprete protagonista |
| 2009 | Remembrance                   | 念石            | Jia Zhangke  | -            | Intérprete protagonista |
| 2010 | Ten Thousand Waves            | -               |              | Blue Goddess | Varios protagonistas |
| 2011 | Shun Li and the Poet          | 我是丽          | Andrea Segre | Shun Li      | Intérprete protagonista |
| 2013 | Un toque de violencia         | 天注定          | Jia Zhangke  | Xiao Yu      | Varios protagonistas |
| 2015 | Mountains May Depart          | 山河故人        | Jia Zhangke  | Shen Tao     | Nominada - 52.ª Festival de Premios Caballo de Oro de Cine de Taipéi                                                                                   |
| 2018 | Ash Is Purest White           | 江湖兒女        | Jia Zhangke  | Zhao Qiao    | Nominada - 55.ª Festival de Premios Caballo de Oro de Cine de Taipéi Premio Silver Hugo por mejor actriz Premiada Asia Pacific Screen por mejor actriz |